# 安川英昭
安川英昭（日语：安川英昭/やすかわ ひであき，1931年11月13日—2014年2月25日），日本工程师、企业家，1955年畢業於東京大學，之後加入第二精工舍（今精工子公司），曾是精工爱普生社长。